# 俄罗斯千年纪念碑

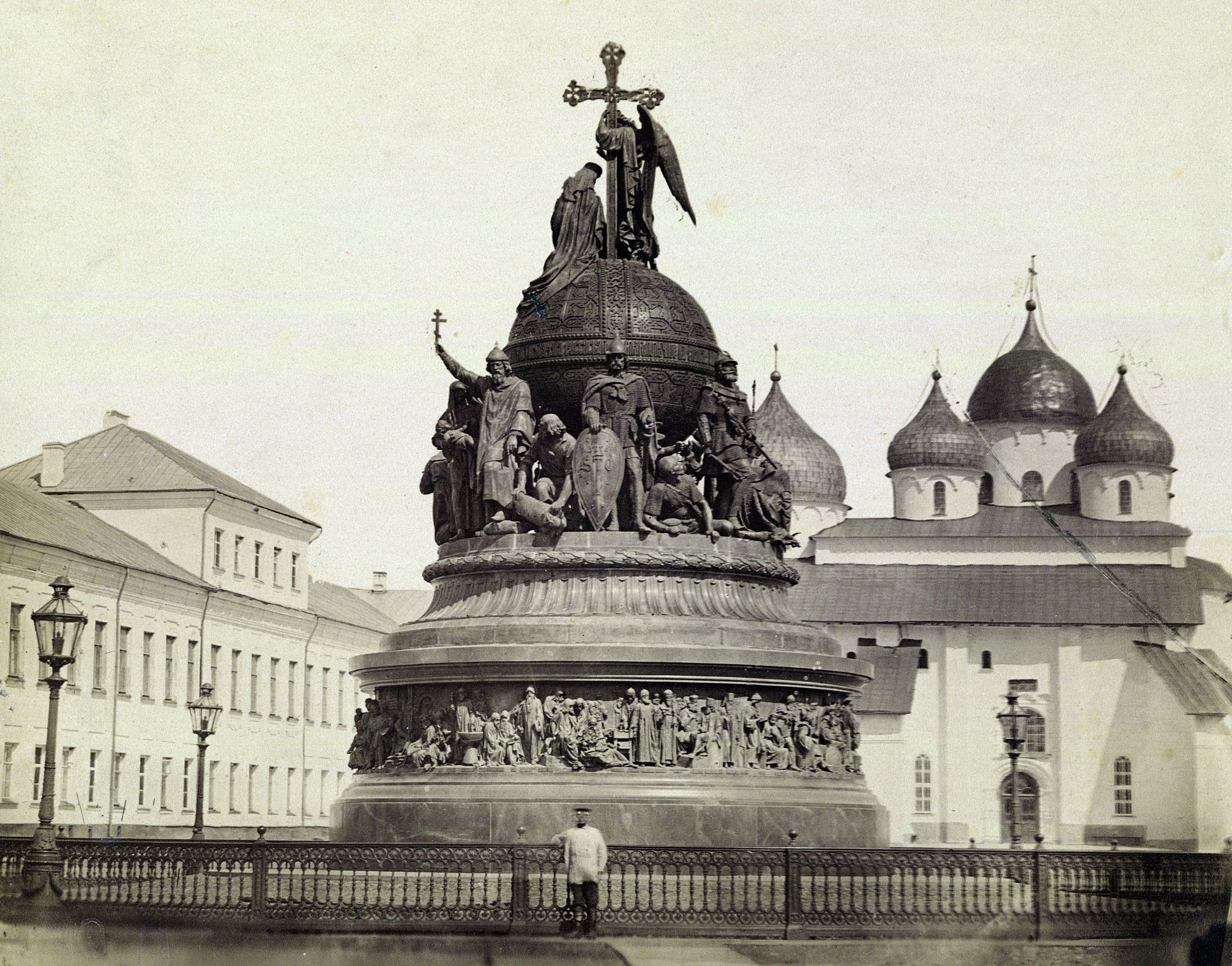
俄罗斯千年纪念碑（1862年）

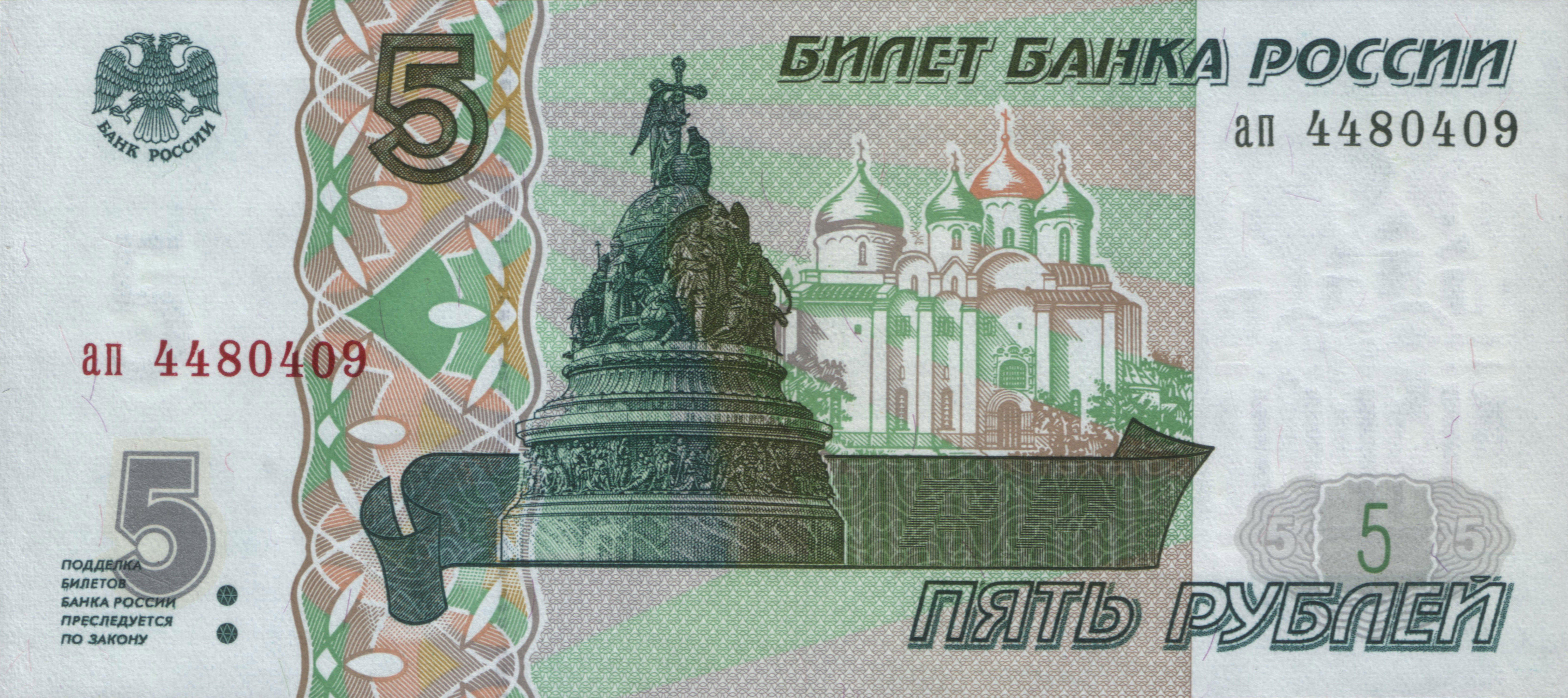
5卢布纸币

58°31′16.05″N 31°16′30.87″E / 58.5211250°N 31.2752417°E
俄罗斯千年纪念碑（羅馬化：Tysyacheletiye Rossii）是诺夫哥罗德克里姆林的一个青铜纪念碑。它立于1862年，以庆祝留里克到达诺夫哥罗德一千周年，该事件历来被作为俄罗斯国家历史的起点。
1859年举行纪念碑的设计竞赛，建筑师维克多·哈特曼和艺术家米哈伊尔·米捷欣获胜。米捷欣设计了一个15米高的十字圣球，象征沙皇的权力。底部为圆形基座，周围环绕着代表俄罗斯历史的各个时期的俄罗斯君主、神职人员、将军和艺术家的雕塑。其中包括十六位俄罗斯文化界的知名人士：米哈伊尔·瓦西里耶维奇·罗蒙诺索夫、普希金、莱蒙托夫、果戈里、米哈伊尔·伊万诺维奇·格林卡等。伊凡雷帝没有出现在纪念碑上，因为他在1570年诺夫哥罗德屠杀中所扮演的角色。统治今日属于白俄罗斯和乌克兰地域的东斯拉夫人的中世纪立陶宛大公国君主格迪米纳斯和维陶塔斯也出现在纪念碑上。由于米捷欣本人并非雕刻家，所以纪念碑的129个人物雕像是由当时俄罗斯最好的雕塑家完成，其中包括他的朋友伊万·施罗德和亚历山大·欧别库欣。
这是到那时为止俄罗斯最昂贵的纪念碑，耗资40万卢布。为了给这个巨大雕塑提供合适的底座，16块索尔塔瓦拉花岗岩被运到诺夫哥罗德，每块重35吨。青铜纪念碑本身重达100吨。

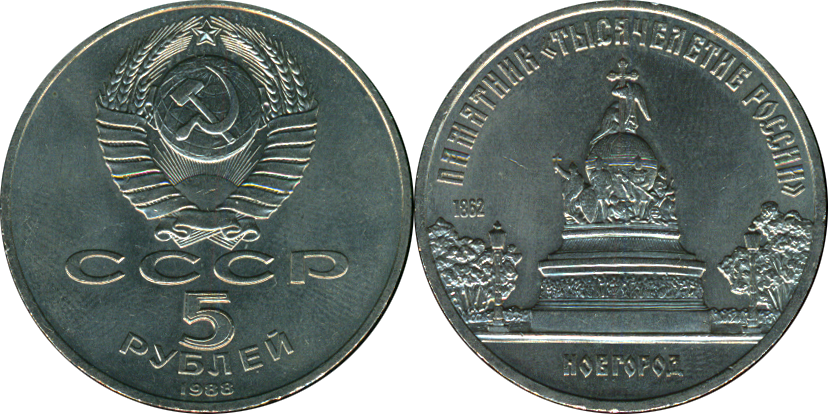
1988年苏联发行的纪念币

当纪念碑落成时，许多艺术评论家认为，上面的人物太多。而支持者认为米捷欣的设计与中世纪克里姆林宫相协调，巧妙地突显了附近的11世纪圣索菲亚主教座堂的宏伟。
在第二次世界大战期间，纳粹拆除了纪念碑，准备将其运到德国。然而，红军收复诺夫哥罗德，在1944年修复了纪念碑。苏联在1988年发行了5卢布纪念币。